# Phrynarachne jobiensis
Phrynarachne jobiensis là một loài nhện trong họ Thomisidae.
Loài này thuộc chi Phrynarachne. Phrynarachne jobiensis được Tord Tamerlan Teodor Thorell miêu tả năm 1877.